# Red Digital Cinema Camera Company
La Red Digital Cinema Camera Company è un'azienda statunitense che produce macchine da presa digitali e accessori per la cinematografia digitale. La sede della compagnia è a Irvine, California, con laboratori a Hollywood, California. Dal marzo 2024 è controllata dalla giapponese Nikon Corporation.

## Storia
Red Digital Cinema è stata fondata nel 1999 da Jim Jannard, già ideatore nel 1975 e proprietario della Oakley, industria di occhiali e accessori sportivi acquisita nel 2007 dal gruppo italiano Luxottica.
Jannard fondò la RED con l'intento di produrre una macchina da presa digitale in grado di eguagliare e superare le macchine professionali analogiche. Nei primi anni 2000, quando le migliori macchine digitali arrivavano a produrre filmati 2K, il team di ricercatori dalla Red lavorò per raggiungere principalmente 2 obiettivi: qualità della ripresa, ottenuta con materiali digitali 4K, e utilizzo delle ottiche professionali del 35mm costruendo un sensore di dimensioni simili al fotogramma 35mm, capace quindi di restituire un'immagine con profondità, dettaglio e messa a fuoco equivalenti alla pellicola. Nel 2006 al NAB Show, Jannard annunciò che la Red avrebbe prodotto una macchina da presa digitale per cinema 4K, chiamata Red One.
Nel marzo 2007, il regista Peter Jackson completò un test di due prototipi Red One, che diventò il cortometraggio sulla prima guerra mondiale Crossing the Line
, primo realizzato con le Red One.
Vedendo il cortometraggio, il regista Steven Soderbergh decise di portare due prototipi di Red One nella giungla per girare il film, Che. 

. Anche un breve documentario, Che and the Digital Revolution è stato realizzato con la Red utilizzata nella produzione del film

Uno dei primi programmi televisivi in cui è stata utilizzata una Red è il dramma medico ER
Nel 2010, la Red ha acquisito gli storici Ren-Mar Studios di Hollywood. Nel 2011 aveva oltre 400 dipendenti. Il 2011 è stato anche l'anno in cui Panavision, Arri e Aaton hanno annunciato che non avrebbero più prodotto macchine da presa analogiche.
Il 19 agosto 2013 Jim Jannard ha annunciato il suo ritiro dalla Red, lasciando la responsabilità di condurre l'azienda a Jared Land
. Successivamente alla prima macchina Red One sono stati prodotti altri modelli, con risoluzioni crescenti. In anni più recenti la produzione si è diversificata con accessori per la ripresa cinematografica.
Guardiani della Galassia Vol. 2 è stato il primo film ripreso con la Red Weapon
. 
Il film è stato girato alla piena risoluzione 8K, mantenuta per l'intero processo di post produzione.
Nel 2017 è stata annunciata la produzione di uno smartphone dotato di schermo olografico. Sebbene possa sembrare una scelta produttiva lontana dagli scopi fondativi della Red, la disponibilità di tecnologia a elevata qualità di riproduzione delle immagini rende plausibile il desiderio di diversi autori, in tempi recenti e meno
, di sperimentare un cinema prodotto con apparecchi di uso quotidiano, come lo smartphone
.

Il 7 marzo 2024, Red Digital Cinema ha accettato l'acquisizione della società da parte del produttore giapponese di apparecchiature fotografiche Nikon Corporation per un importo non reso noto.

## Modelli
Elenco dei principali modelli di macchine da presa digitali realizzate da Red, aggiornato al 2022. Tutti i modelli sono dotati di sensori realizzati da Red per mezzo di tecnologie proprietarie, a cominciare dal sensore Mysterium che equipaggiava i primi esemplari di Red One.
- Red One 4K, presentata nel 2007;
- Red Epic 5K (2009)
- Red Scarlet 5K
- Red Gemini 5K, realizzata per riprese nel vuoto dello spazio cosmico a bassa illuminazione.
- Red Raven 4.5K (2015)
- Red Helium 8K (2016)
- Red Monstro 8K VV
- Red Komodo 6K Full Frame
- Red V-Raptor 8k, 8192 x 4320 pixel, oltre 120 fps (2022)